# 마리오 파티
《마리오 파티》는 마리오 시리즈의 캐릭터가 등장하는 닌텐도의 파티 게임 비디오 게임 시리즈이다. 첫 작품인 《마리오 파티》부터 《마리오 파티 8》과 《마리오 파티 DS》까지는 허드슨 소프트에서 개발하였으나, 마리오 파티 9부터는 Nd 큐브에서 개발하였다. 현재까지의 최신 작품은 닌텐도 스위치용 《마리오 파티 슈퍼스타즈》으로 2018년 10월 5일 출시됐다.

## 시리즈 목록
| 제목                            | 발매 연도 | 기기              |
| ------------------------------- | --------- | ----------------- |
| 마리오 파티                     | 1998      | 닌텐도 64         |
| 마리오 파티 2                   | 1999      | 닌텐도 64         |
| 마리오 파티 3                   | 2000      | 닌텐도 64         |
| 마리오 파티 4                   | 2002      | 게임큐브          |
| 마리오 파티 5                   | 2003      | 게임큐브          |
| 마리오 파티 6                   | 2004      | 게임큐브          |
| 마리오 파티 어드밴스            | 2005      | 게임보이 어드밴스 |
| 마리오 파티 7                   | 2005      | 게임큐브          |
| 마리오 파티 8                   | 2007      | Wii               |
| 마리오 파티 DS                  | 2007      | 닌텐도 DS         |
| 마리오 파티 9                   | 2012      | Wii               |
| 마리오 파티: 아일랜드 투어      | 2013      | 닌텐도 3DS        |
| 마리오 파티 10                  | 2015      | Wii U             |
| 마리오 파티 스타 러시           | 2016      | 닌텐도 3DS        |
| 마리오 파티 100 미니게임 컬렉션 | 2017      | 닌텐도 3DS        |
| 슈퍼 마리오 파티                | 2018      | 닌텐도 스위치     |
| 마리오 파티 슈퍼스타즈          | 2021      | 닌텐도 스위치     |

## 참조

### 내용주
1. ↑  영어: Mario Party, 일본어: マリオパーティ